# Krister Hagen
Krister Hagen (Kristiansand, 12 de gener de 1989) és un ciclista noruec, professional des del 2012 i actualment a l'equip Team Coop.

## Palmarès
- 2012
  - Vencedor d'una etapa a la Roserittet
- 2017
  - Vencedor d'una etapa a l'East Bohemia Tour
- 2018
  - 1r a l'Umag Trophy
  - 1r a l'Istrian Spring Trophy